# بزرگراه یادگار امام

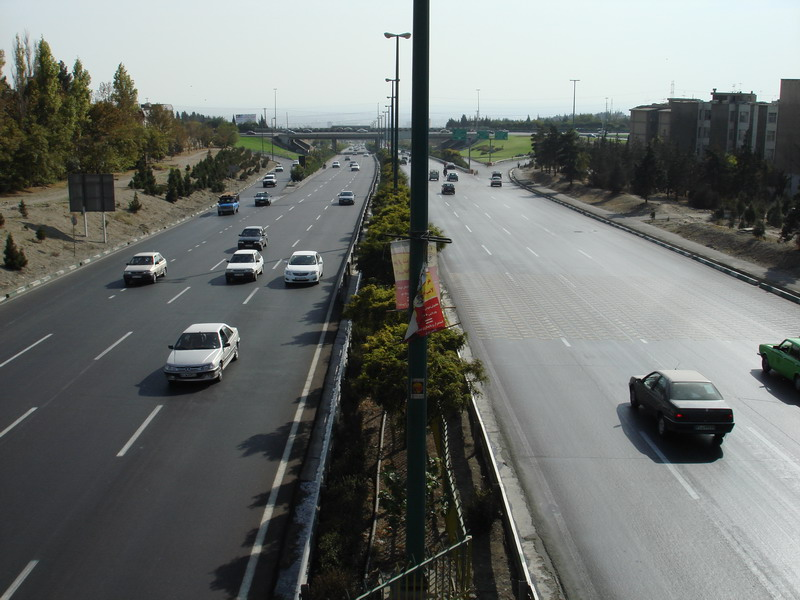
بزرگراه یادگار امام - نمای جنوبی - تقاطع بزرگراه همت

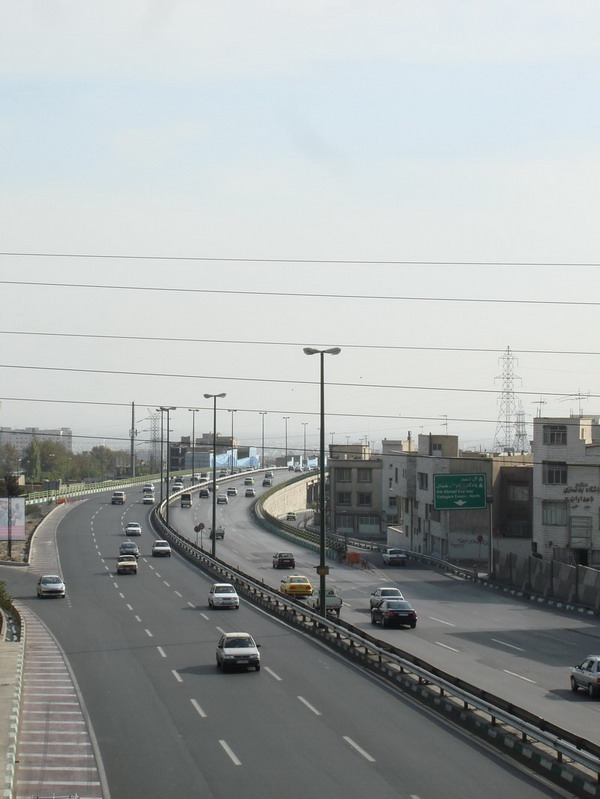
پل بزرگراه یادگار امام - محدوده شهرک ژاندارمری

بزرگراه یادگار امام با نام‌‌های پیشین بزرگراه اوین و بزرگراه 100 و با شماره بزرگراه ۴۷ یکی از بزرگراه‌های تهران است که جهت شمالی-جنوبی دارد. این بزرگراه که در شمال غرب و غرب و مرکز تهران واقع شده، از تقاطع با بزرگراه چمران و خیابان سئول آغاز شده و قرار است به میدان فتح در تقاطع با بزرگراه‌های سعیدی و فتح منتهی شود.

این بزرگراه که طولی معادل ۱۶٫۲ کیلومتر دارد از خیابان سئول در شمال تهران آغاز و به خیابان هرمزان در غرب تهران ختم می‌شود. حدود ۶ کیلومتر از این بزرگراه که در شمال تهران قرار دارد و از خیابان سئول آغاز و تا دره فرحزاد ادمه می‌یابد در جهت شرقی - غربی و بقیه ۱۰ کیلومتر باقی مانده آن شمالی - جنوبی است. سرعت مجاز آن در مقاطع شمال-جنوب و همچنین مقاطع شرق-غرب ۸۰ کیلومتر بر ساعت می‌باشد.
این بزرگراه از محله‌های اوین، سعادت آباد، فرحزاد، شهرک غرب، شهرک ژاندارمری، آریاشهر(صادقيه کنونی)، خیابان ستارخان، طرشت، خیابان زنجان شمالی و جنوبی، خیابان آزادی، هاشمی، دامپزشکی و طوس عبور می‌کند.
همچنین این حبزرگراه با بزرگراه‌های دیگری چون بزرگراه چمران، بزرگراه آیت الله هاشمی رفسنجانی، بزرگراه همت، بزرگراه آیت‌الله حکیم، بزرگراه جلال آل احمد، بزرگراه شیخ فضل‌الله نوری و خیابان آزادی تقاطع دارد و به وسیله پل‌های روگذر از روی آنها عبور می‌کند.
پل بزرگراه یادگار امام با طول تقریبی ۲٫۵ کیلومتر بزرگترین و طولانی‌ترین پل بتنی موجود در شهر تهران است که از شهرک ژاندارمری آغاز و پس از گذر از بزرگراه جلال آل احمد، خیابان سازمان آب، خیابان ستارخان، بزرگراه شیخ فضل‌الله نوری و خیابان حبیب الهی به خیابان زنجان می‌رسد.
قرار است شاخه غربی بزرگراه یادگار امام وارد پادگان جی شود و به صورت زیرگذر از خیابان اجتماعی بگذرد و بعد از آن به میدان فتح و سپس بزرگراه متوسلیان میرسد (ازاواخرخرداد۱۴۰۳شروع و درحال ساخت) و در ادامه وارد ۴۵ متری زرند و بعد از آن وارد خیابان بهار در منطقه ۱۸ و سپس به بزرگراه بروجردی می رسد و آن بزرگراه نیز به بزرگراه آزادگان متصل می شود. در واقع با این پروژه رینگ بزرگراهی غرب تهران تکمیل می شود. همچنین قرار است جهت کاهش بار ترافیکی این بزرگراه، بخشی از آن در آینده دو طبقه شود.
پیمانکار سازنده قسمت عمده این بزرگراه شرکت کیسون است.

## تقاطع‌ها
| از شمال به جنوب           | از شمال به جنوب                                   | از شمال به جنوب |
| ------------------------- | ------------------------------------------------- | --------------- |
|                           | بزرگراه چمران خیابان سئول                         |                 |
|                           | خیابان شهدای شرکت برق                             |                 |
|                           | بلوار سعادت آباد                                  |                 |
|                           | بلوار جوریکی                                      |                 |
|                           | بلوار پاک نژاد بلوار شاهنامه                      |                 |
|                           | بلوار عسکری گراوند                                |                 |
|                           | بلوار ایثارگران                                   |                 |
|                           | فرحزاد                                            |                 |
|                           | بلوار منفرد نیاکی                                 |                 |
|                           | بزرگراه هاشمی رفسنجانی                            |                 |
|                           | بلوار دادمان                                      |                 |
|                           | بلوار ایوانک                                      |                 |
|                           | بزرگراه همت                                       |                 |
|                           | بزرگراه حکیم                                      |                 |
|                           | بلوار مرزداران                                    |                 |
| ایستگاه متروی یادگار امام |                                                   |                 |
|                           | خیابان پورجعفری                                   |                 |
|                           | بزرگراه آل احمد                                   |                 |
|                           | بزرگراه شیخ فضل‌الله نوری                          |                 |
|                           | خیابان دکتر حبیب‌الله                              |                 |
| دوربرگردان (جنوب به جنوب) |                                                   |                 |
|                           | بلوار تیموری                                      |                 |
|                           | خیابان آزادی                                      |                 |
| دوربرگردان (شمال به شمال) |                                                   |                 |
| (کنارگذر)                 | خیابان شهیدان                                     |                 |
| دوربرگردان (کنارگذر)      |                                                   |                 |
| (کنارگذر)                 | خیابان دامپزشکی                                   |                 |
| دوربرگردان (کنارگذر)      |                                                   |                 |
| (کنارگذر)                 | خیابان هاشمی                                      |                 |
| دوربرگردان (کنارگذر)      |                                                   |                 |
|                           | خیابان امام خمینی                                 |                 |
| دوربرگردان                |                                                   |                 |
| میدان جی                  | خیابان نوری نیارکی خیابان هرمزان خیابان مالک اشتر |                 |
| در دست ساخت               |                                                   |                 |
| از جنوب به شمال           |                                                   |                 |

## بن‌مایه‌ها
1. ↑  پایگاه اینترنتی شهرداری تهران[پیوند مرده]
2. ↑  پایگاه اینترنتی شهرداری تهران[پیوند مرده]
3. ↑  پایگاه اینترنتی شهرداری تهران[پیوند مرده]
4. ↑  اجرای پروژه شاخه غربی بزرگراه یادگار امام با هزینه ۱۲ میلیارد ریالی خبرگزاری برنا
5. ↑  پایگاه اینترنتی همشهری آنلاین[پیوند مرده]
6. ↑  «پایگاه اینترنتی شرکت کیسون». بایگانی‌شده از اصلی در ۳۰ اوت ۲۰۱۹. دریافت‌شده در ۱۱ اوت ۲۰۱۷.